# Hopea coriacea
Hopea coriacea là một loài thực vật thuộc họ Dầu. Nó được tìm thấy qua nghiên cứu ở Indonesia và Malaysia.